# CA Osasuna (Frauenfußball)
Die Frauenfußballabteilung von Club Atlético Osasuna wurde erstmals im Jahr 2003 gegründet. Nach zwei Unterbrechungen besteht die gegenwärtige Sektion seit 2016.

## Geschichte
Die erste Frauenfußballsektion von CA Osasuna wurde 2003 ins Leben gerufen und gelangte 2005/06 in die zweite Spielklasse. In der Saison 2006/07 konnte die Mannschaft die Kategorie als Zwölftplatzierter der Gruppe I nicht halten und wurde daraufhin aufgelöst. Zur Spielzeit 2008/09 gründete der Klub erneut eine Frauenfußballabteilung die zunächst in der Regionalliga startete und bereits im ersten Jahr den Aufstieg in die zweite Division erreichte. Dort sollte sie fünf Spielzeiten absolvieren, bevor die Sektion 2014 erneut geschlossen wurde. Die Mannschaft der Männer war in diesem Jahr aus der Primera División abgestiegen und der Klub wollte Kosten sparen. Ehemalige Mitglieder der Abteilung gründeten daraufhin den unabhängigen Verein Mulier Fútbol Club Navarra, der wiederum ein Abkommen mit Osasuna schloss, um unter dem Namen Mulier-Osasuna zu spielen und im Gegenzug die vereinseigene Trainingsstätte Ciudad Deportiva de Tajonar nutzen zu können. Mulier-Osasuna begann 2014/15 in der Regionalliga und stieg 2015/16 in die Segunda División auf, wo die Mannschaft den zweiten Platz in der Gruppe II belegte und damit nur knapp die Qualifikation für das Aufstiegs-Playoff in die Primera División verpasste. Im Sommer 2016 endete das Abkommen zwischen Mulier FCN und Osasuna und Zweitere entschlossen sich dazu wieder eine eigene Frauenfußballsektion ins Leben zu rufen. Diese begann erneut in der Regionalliga von Navarra, wo auf Anhieb der Aufstieg in die Segunda División gelang. In der Saison 2018/19 gewann Osasuna die Gruppe II und qualifizierte sich damit für das Aufstiegs-Playoff, bei dem man jedoch im Halbfinale trotz 2:2 nach Hin- und Rückspiel gegen Santa Teresa CD aufgrund der Auswärtstorregel scheiterte. Im Spieljahr 2020/21 kämpfte CA Osasuna erneut um den Aufstieg in die Primera División, belegte jedoch letztlich in der Abschlusstabelle Rang zwei mit einem Punkt Rückstand auf Alavés.

## Bekannte Spielerinnen
- Maite Oroz